# Sloan Doak
Sloan Doak, född 28 januari 1886 i Taylor i Texas, död 10 augusti 1965 i Ruxton i Maryland, var en amerikansk ryttare.
Doak blev olympisk bronsmedaljör i fälttävlan vid sommarspelen 1924 i Paris.